# Fietsen en vrouwen

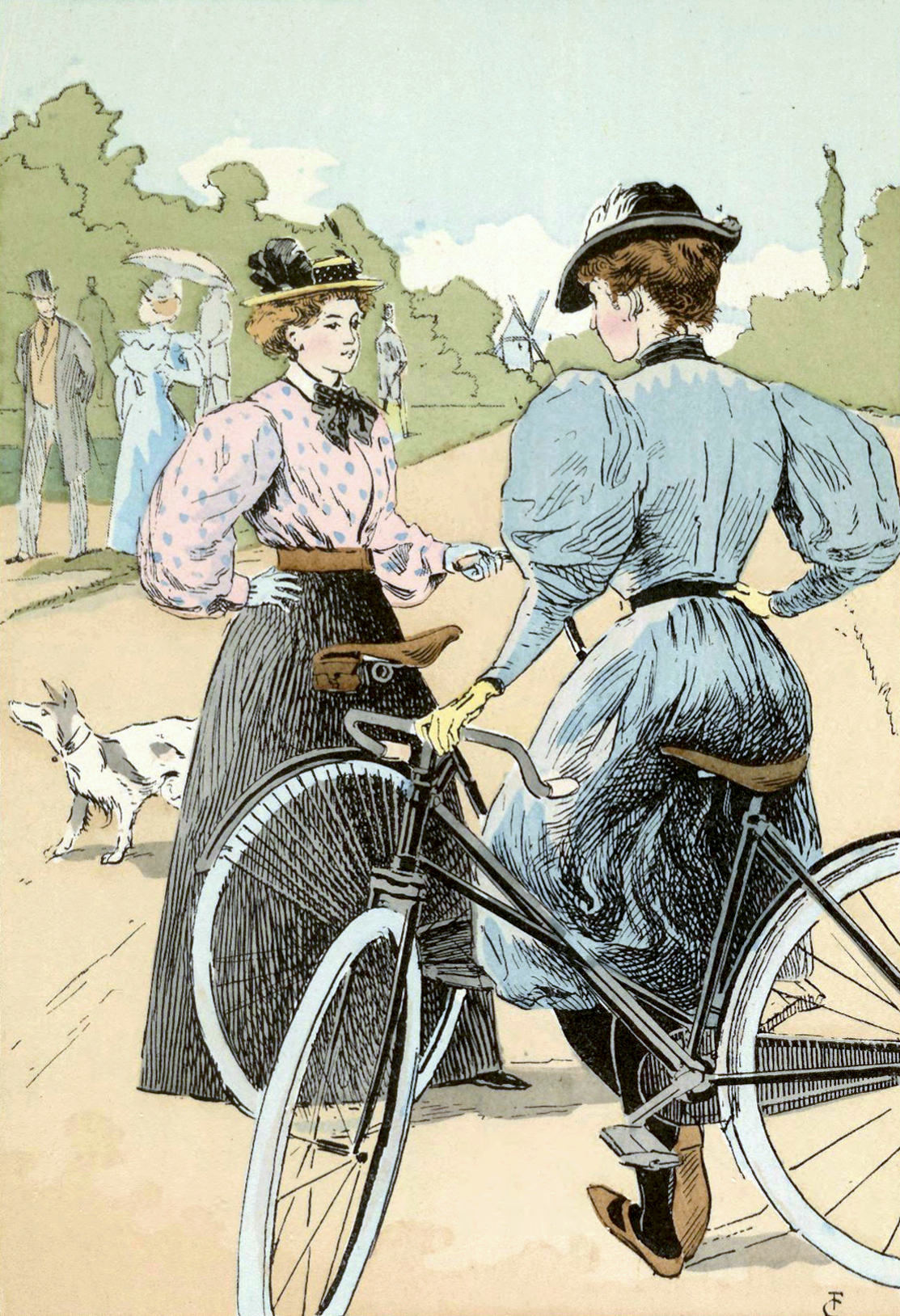
Prent van fietsende vrouwen, 1896. Bron: Brown University, 1150468773590652.

Vrouwen verworven een aanzienlijke mate van onafhankelijkheid met de uitvinding van de fiets. De uitvinding gaf hen de vrijheid om op eigen kracht te reizen buitenshuis. Het fietsen vereiste ook meer praktische vrouwenkleding, dat leidde tot belangrijke veranderingen in vrouwenkleding in het algemeen.
De bewegingsvrijheid van jonge vrouwen uit de gegoede milieus was toen minimaal. Hun gang werd letterlijk bemoeilijkt door de vele lagen zware rokken en de schoenen met hoge hakken die rond de eeuwwisseling in de mode waren. De vrouwen waren 'ingesnoerd' in een keurslijf van baleinen en korsetten zodat zij een hypervrouwelijk figuur kregen. Dit keurslijf had ernstige gevolgen voor de ademhaling en voor het functioneren van bijvoorbeeld de lever, die in de verdrukking kwam.

## Voorbeelden

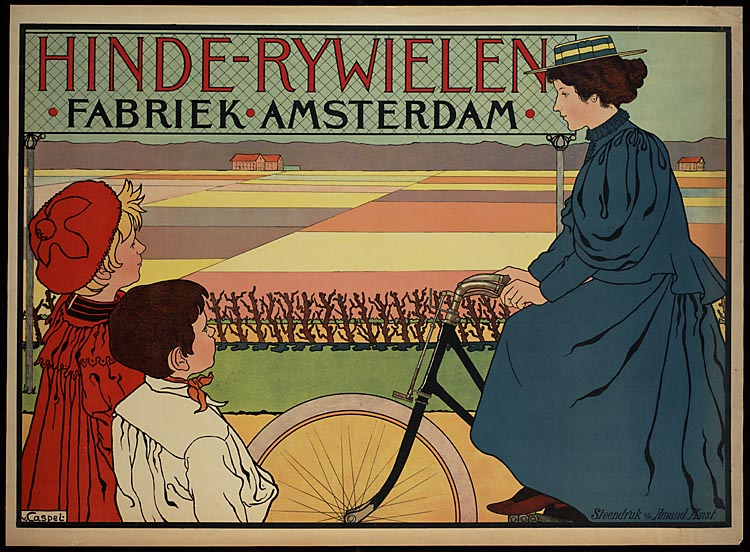
Affiche van Hinde Rijwielen eind 19e eeuw. Ontwerp J. G. van Caspel.

Elizabeth Cady Stanton schreef dat de fiets een middel was dat vrouwen motiveerde om fysiek sterker te worden en ook aanzette om belangrijkere rollen op zich te nemen in de maatschappij. De bekende Amerikaanse feministe Susan B. Anthony zei in 1896: "De fiets heeft de vrouwen meer geëmancipeerd dan al het andere op de wereld."
Aletta Jacobs (1854-1929), een van Nederlands bekendste feministen was een hartstochtelijk wielrijdster. Samen met haar latere echtgenoot Carel Gerritsen maakte Nederlands eerste vrouwelijke arts en voorvechtster van het vrouwenkiesrecht vele fietstochten. In 1898 bijvoorbeeld waren de geliefden op een fietsreis door Engeland en Schotland.

## 19e eeuw: medische geschiedenis
Aan het einde van de 19e eeuw waren er ook stemmen die waarschuwden dat excessief fietsen gevaarlijk kon zijn voor vrouwen, meisjes, en mannen van middelbare leeftijd. De Britse arts A. Shadwell betoogde zelfs dat fietsen 'verborgen gevaren' met zich meebracht, waaronder het gevreesde bicycle face ("fietsgezicht", een chronisch vermoeid gezicht).
Voorstanders van de fiets waren het oneens met deze medische opvatting, en zeiden juist dat de fysieke activiteit goed was voor de gezondheid.
Al in de jaren 1850 waren er echter enkele vooruitstrevende vrouwen die zich in het openbaar in een broek of een 'rational dress' vertoonden. Lange tijd werden zij belachelijk gemaakt als manwijven of hobbezakken. De fiets zorgde echter voor een doorbraak: de broek werd geaccepteerd als een kledingstuk dat vrouwen tijdens het wielrijden konden dragen. Langzamerhand werd het ook steeds 'normaler' dat vrouwen de rational dress of de broek aantrokken als zij niet op de fiets zaten.
In 1893 werd in Nederland de eerste damesfietsclub opgericht in Den Haag genaamd Honi soit qui mal y pense. In dat jaar telde de ANWB 992 vrouwelijke leden. Op de Nationale Tentoonstelling van Vrouwenarbeid (1898) demonstreerde dameswielrijdersclub 'Hazewind' uit Winterswijk bijvoorbeeld haar kunnen in het sierrijden.

## Verder lezen
- Huisman, Marijke, 'Moderne meiden: Dameswielrijders en emancipatie rond 1900', dossier website Vereniging voor Gendergechiedenis, 1998.
- Macy, Sue, Wheels of Change: How Women Rode the Bicycle to Freedom (With a Few Flat Tires Along the Way), National Geographic, 2011. ISBN 978-1426307614.
- Shadwell, A., Shadwell, A. (1 February 1897). The hidden dangers of cycling. National Review (London).  Gearchiveerd van origineel op 7 mei 2023.
- 'Uit onze collectie: de vrouw en de fiets', Atria. Kennisinstituut voor Emancipatie en Vrouwengeschiedenis, 22 juli 2012. URL: https://web.archive.org/web/20171225203256/https://www.atria.nl/nl/blog/uit-onze-collectie-de-vrouw-en-de-fiets